# Robert Farah
Pour les articles homonymes, voir Farah.
Robert Charbel Farah Maksoud, né le 20 janvier 1987 à Montréal au Canada, est un joueur de tennis colombien, professionnel entre 2010 et 2023.
Spécialiste du double, sa carrière est indissociable de celle de son compatriote Juan Sebastián Cabal avec lequel il a remporté l'ensemble de ses 19 titres dont deux Grand Chelem à Wimbledon et l'US Open en 2019, atteignant au cours de cette saison la place de numéro 1 mondial dans la discipline. Sa collaboration avec Cabal est l'une des plus prolifique des années 2010. Avec ce dernier, il a remporté 345 de ses 354 matchs sur le circuit principal.

## Biographie
Robert Farah est né à Montréal de parents d'origines libanaises fuyant la guerre civile. Son père Patrick, professeur de tennis, est le fils d'un ancien champion du Liban de tennis pendant les années 1950. Sa mère Eva Maksoud, enseignante, a été capitaine de l'équipe libanaise de volley-ball. La famille s'installe au Canada en 1986 puis en Colombie. Sa sœur ainée Romy a fait partie de l'équipe de Colombie de Fed Cup. Il parle couramment le français.
Après avoir écumé pendant deux ans le circuit secondaire sud-américain, il rejoint l'université de Californie du Sud à Los Angeles où il étudie entre 2006 et 2010, et en ressort diplômé en finances. Il est désigné à trois reprises All-America aussi bien en simple qu'en double. Il remporte les championnats NCAA en double en 2008 avec Kaes Van't Hof et par équipe en 2009 et 2010, notamment aux côtés de Steve Johnson.
Après sa victoire à Wimbledon, il reçoit la Grande Croix de l'Ordre du Mérite de la part du Président colombien Iván Duque.
Alors qu'il est n°1 mondial en double, Robert Farah est contrôlé positif à un anabolisant lors d'un contrôle effectué le 17 octobre 2019 à Cali. Il attribue ce test positif à la consommation de viandes colombiennes contaminées par cette substance, souvent utilisée pour stimuler la croissance du bœuf et interdite par l'Agence mondiale antidopage. Son explication est acceptée par l'ITF et sa suspension est levée en février 2020.

## Carrière
Passé professionnel en juin 2010, il remporte tout d'abord deux tournois Futures lors d'une tournée au Venezuela, puis enchaîne pour son quatrième tournoi de la saison avec un titre au tournoi Challenger de Bogota, doté de 125 000 $ alors qu'il n'avait jusqu'à présent jamais dépassé les huitièmes de finale dans un tournoi de cette catégorie. En seulement cinq mois, il atteint la 190e place mondiale.
En 2011, il parvient à se qualifier pour les tournois ATP de San José et de Munich, ainsi que pour l'US Open où il s'incline en cinq manches devant Nicolas Mahut (3-6, 64-7, 6-2, 6-4, 6-0). Auteur d'une saison assez terne, il se reprend fin septembre en parvenant en finale du tournoi d'Aguascalientes où il est battu par son partenaire de double Juan Sebastián Cabal. Avec ce dernier, il remporte six tournois Challenger, accède au 3e tour à Wimbledon et termine l'année dans le top 100 de la spécialité.
Il réalise sa meilleure performance en 2012 à l'Open de Barcelone en atteignant les huitièmes de finale après avoir battu Pablo Andújar, 38e mondial (7-68, 4-6, 7-5) avant de perdre face à Rafael Nadal (6-2, 6-3). La semaine suivante, il bat Nikolay Davydenko au premier tour du tournoi de Munich. Après plusieurs échecs en qualifications, il est finaliste en août du Challenger d'Aptos face à Steve Johnson. Blessé début 2013, il décide de se spécialiser dans le jeu de double et remporte son premier tournoi ATP à Rio de Janeiro en 2014.
Il joue en Coupe Davis pour la Colombie depuis 2010. Cette année-là, il joue et perd le match de double dans les barrages du groupe mondial face aux États-Unis contre Mardy Fish et John Isner avec pour partenaire Carlos Salamanca (4-6, 4-6, 7-65, 3-6).
Il annonce sa retraite en même temps que Cabal en septembre 2023.

## Parcours dans les tournois duGrand Chelem

### En simple
| Année | Open d'Australie | Open d'Australie    | Internationaux de France | Internationaux de France | Wimbledon | Wimbledon     | US Open         | US Open           |
| 2010  | —                | —                   | —                        | —                        | —         | —             | 1er tour (1/64) | Dušan Lojda       |
| 2011  | Q2               | Simon Stadler       | Q2                       | Stéphane Robert          | Q2        | Bernard Tomic | 1er tour (1/64) | Nicolas Mahut     |
| 2012  | Q1               | Antonio Veić        | Q2                       | Tommy Haas               | Q2        | Peter Torebko | Q2              | Ričardas Berankis |
| 2013  | Q1               | D. Muñoz de la Nava | —                        | —                        | —         | —             | —               | —                 |

N.B. : à droite du résultat se trouve le nom de l'ultime adversaire.

### En double messieurs
| Année | Open d'Australie            | Open d'Australie           | Internationaux de France    | Internationaux de France     | Wimbledon                   | Wimbledon                       | US Open                     | US Open                     |
| 2011  | —                           | —                          | —                           | —                            | 1/8 de finale J. S. Cabal   | J. Cerretani P. Marx            | 2e tour (1/16) J. S. Cabal  | Paul Hanley Dick Norman     |
| 2012  | 2e tour (1/16) J. S. Cabal  | M. Mirnyi D. Nestor        | 1/8 de finale J. S. Cabal   | M. Llodra N. Zimonjić        | 1er tour (1/32) J. S. Cabal | Be. Becker C.-M. Stebe          | 1er tour (1/32) J. S. Cabal | Ivan Dodig M. Melo          |
| 2013  | 1/4 de finale J. S. Cabal   | S. Bolelli F. Fognini      | 1/8 de finale J. S. Cabal   | M. Granollers Marc López     | 1/8 de finale J. S. Cabal   | James Blake Jürgen Melzer       | 1er tour (1/32) J. S. Cabal | C. Guccione B. Tomic        |
| 2014  | 1er tour (1/32) J. S. Cabal | T. C. Huey D. Inglot       | 1er tour (1/32) J. S. Cabal | H. Kontinen J. Nieminen      | —                           | —                               | 2e tour (1/16) J. S. Cabal  | M. Fyrstenberg M. Matkowski |
| 2015  | 2e tour (1/16) J. S. Cabal  | P.-H. Herbert N. Mahut     | 1er tour (1/32) J. S. Cabal | J. Chardy Łukasz Kubot       | 2e tour (1/16) J. S. Cabal  | J. Marray F. Nielsen            | 2e tour (1/16) J. S. Cabal  | M. Russell D. Young         |
| 2016  | 1/8 de finale J. S. Cabal   | A. Mannarino Lucas Pouille | 1er tour (1/32) J. S. Cabal | C. Guccione André Sá         | 2e tour (1/16) J. S. Cabal  | Sam Groth R. Lindstedt          | 1er tour (1/32) J. S. Cabal | Jérémy Chardy Sam Groth     |
| 2017  | 1/8 de finale J. S. Cabal   | H. Kontinen John Peers     | 1/2 finale J. S. Cabal      | R. Harrison M. Venus         | 2e tour (1/16) J. S. Cabal  | H. Podlipnik A. Vasilevski      | —                           | —                           |
| 2018  | Finale J. S. Cabal          | O. Marach Mate Pavić       | 1/4 de finale J. S. Cabal   | O. Marach Mate Pavić         | 1/8 de finale J. S. Cabal   | F. Nielsen J. Salisbury         | 1/2 finale J. S. Cabal      | Mike Bryan Jack Sock        |
| 2019  | 1er tour (1/32) J. S. Cabal | Jack Sock J. Withrow       | 1/2 finale J. S. Cabal      | Jérémy Chardy Fabrice Martin | Victoire J. S. Cabal        | Nicolas Mahut É. Roger-Vasselin | Victoire J. S. Cabal        | M. Granollers H. Zeballos   |
| 2020  | —                           | —                          | 1/2 finale J. S. Cabal      | Mate Pavić Bruno Soares      | Annulé                      | Annulé                          | 1/8 de finale J. S. Cabal   | J.-J. Rojer Horia Tecău     |
| 2021  | 2e tour (1/16) J. S. Cabal  | A. Bublik A. Golubev       | 1/2 finale J. S. Cabal      | P.-H. Herbert Nicolas Mahut  | 1/4 de finale J. S. Cabal   | Rajeev Ram J. Salisbury         | 1er tour (1/32) J. S. Cabal | H. Hurkacz S. Walków        |
| 2022  | 2e tour (1/16) J. S. Cabal  | M. Ebden M. Purcell        | 1er tour (1/32) J. S. Cabal | B. Paire A. Ramos-Viñolas    | 1/2 finale J. S. Cabal      | Nikola Mektić Mate Pavić        | 1/2 finale J. S. Cabal      | Rajeev Ram J. Salisbury     |
| 2023  | 1/8 de finale J. S. Cabal   | B. Bonzi A. Rinderknech    | 2e tour (1/16) J. S. Cabal  | J. Murray M. Venus           | 1er tour (1/32) J. S. Cabal | M. Granollers H. Zeballos       | 2e tour (1/16) J. S. Cabal  | W. Koolhof Neal Skupski     |

N.B. : le nom du partenaire se trouve sous le résultat ; le nom des ultimes adversaires se trouve à droite.

### En double mixte
| Année | Open d'Australie                | Open d'Australie            | Internationaux de France        | Internationaux de France    | Wimbledon                      | Wimbledon                     | US Open                     | US Open                    |
| 2012  | —                               | —                           | —                               | —                           | 1er tour (1/32) M. Niculescu   | E. Makarova Mark Knowles      | —                           | —                          |
| 2013  | —                               | —                           | —                               | —                           | 2e tour (1/16) Darija Jurak    | Rohan Bopanna Zheng Jie       | —                           | —                          |
| 2014  | —                               | —                           | 2e tour (1/8) Cara Black        | K. Srebotnik Rohan Bopanna  | 1er tour (1/32) Darija Jurak   | Neal Skupski Naomi Broady     | 2e tour (1/8) An. Rodionova | Abigail Spears S. González |
| 2015  | 1er tour (1/16) An. Rodionova   | Lisa Raymond R. Lindstedt   | 2e tour (1/8) R. Kops-Jones     | M. J. Martínez R. Lindstedt | —                              | —                             | 1er tour (1/16) A. Klepač   | Y. Shvedova J. S. Cabal    |
| 2016  | 2e tour (1/8) A.-L. Grönefeld   | K. Srebotnik Jamie Murray   | 1er tour (1/16) A.-L. Grönefeld | Martina Hingis Leander Paes | Finale A.-L. Grönefeld         | Heather Watson Henri Kontinen | 1/2 finale A.-L. Grönefeld  | C. Vandeweghe Rajeev Ram   |
| 2017  | 1er tour (1/16) A.-L. Grönefeld | E. Svitolina Chris Guccione | Finale A.-L. Grönefeld          | G. Dabrowski Rohan Bopanna  | —                              | —                             | —                           | —                          |
| 2018  | 1er tour (1/16) A.-L. Grönefeld | Storm Sanders Marc Polmans  | 1/2 finale A.-L. Grönefeld      | Latisha Chan Ivan Dodig     | 2e tour (1/16) A.-L. Grönefeld | V. Azarenka Jamie Murray      | —                           | —                          |
| 2019  | 1/4 de finale A.-L. Grönefeld   | B. Krejčíková Rajeev Ram    | 2e tour (1/8) A.-L. Grönefeld   | Latisha Chan Ivan Dodig     | —                              | —                             | —                           | —                          |
|       |                                 |                             |                                 |                             |                                |                               |                             |                            |
| 2021  | 2e tour (1/8) N. Melichar       | Forfait                     | 1/4 de finale D. Jurak          | D. Krawczyk J. Salisbury    | —                              | —                             | —                           | —                          |
| 2022  | 1er tour (1/32) N. Melichar     | Ellen Perez M. Middelkoop   | —                               | —                           | 1/4 de finale J. Ostapenko     | D. Krawczyk Neal Skupski      | —                           | —                          |

N.B. : le nom de la partenaire se trouve sous le résultat ; le nom des ultimes adversaires se trouve à droite.

## Participation auMasters

### En double
| Année | Ville                 | Surface    | Partenaire           | Résultats | Résultat final    |
| ----- | --------------------- | ---------- | -------------------- | --------- | ----------------- |
| 2018  | Londres (O2 Arena)    | Dur indoor | Juan Sebastián Cabal | 2v, 2d    | Demi-finaliste    |
| 2019  | Londres (O2 Arena)    | Dur indoor | Juan Sebastián Cabal | 1v, 3d    | Demi-finaliste    |
| 2021  | Turin (Pala Alpitour) | Dur indoor | Juan Sebastián Cabal | 1v, 2d    | Éliminé en poules |

## Parcours aux Jeux olympiques

### En double messieurs
| # | Date       | Nom de l'olympiade                   | Surface    | Résultat      | Partenaire           | Ultimes adversaires          | Score            |          |
| - | ---------- | ------------------------------------ | ---------- | ------------- | -------------------- | ---------------------------- | ---------------- | -------- |
| 1 | 12/08/2016 | Olympic Tennis Event, Rio de Janeiro | Dur (ext.) | 2e tour (1/8) | Juan Sebastián Cabal | Steve Johnson Jack Sock      | 4-6, 5-7         | Parcours |
| 2 | 30/07/2021 | Olympic Tennis Event, Tokyo          | Dur (ext.) | 1/4 de finale | Juan Sebastián Cabal | Marcus Daniell Michael Venus | 3-6, 6-3, [7-10] | Parcours |

## Parcours dans lesMasters 1000

### En double
| Année | Indian Wells          | Indian Wells     | Miami                 | Miami             | Monte-Carlo           | Monte-Carlo        | Madrid                | Madrid             | Rome                  | Rome               | Canada                | Canada           | Cincinnati            | Cincinnati       | Shanghai            | Shanghai        | Paris                  | Paris            |
| ----- | --------------------- | ---------------- | --------------------- | ----------------- | --------------------- | ------------------ | --------------------- | ------------------ | --------------------- | ------------------ | --------------------- | ---------------- | --------------------- | ---------------- | ------------------- | --------------- | ---------------------- | ---------------- |
| 2014  | —                     | —                | Finale Cabal          | Bryan             | 1/8 de finale Cabal   | Benneteau Roger-V. | 1/2 finale Cabal      | Nestor Zimonjić    | 1er tour (1/16) Cabal | Dimitrov Rosol     | —                     | —                | —                     | —                | 1/4 de finale Cabal | Bryan           | 1/8 de finale Cabal    | Granollers López |
| 2015  | 1/8 de finale Cabal   | Inglot Mergea    | 1/8 de finale Cabal   | Rojer Tecău       | 1er tour (1/16) Cabal | Bolelli Fognini    | —                     | —                  | 1/4 de finale Cabal   | Chardy Anderson    | —                     | —                | 1/8 de finale Cabal   | Bryan            | 1/4 de finale Cabal | Nestor Roger-V. | 1/8 de finale Cabal    | Bopanna Mergea   |
| 2016  | 1er tour (1/16) Cabal | Inglot Lindstedt | —                     | —                 | 1/2 finale Cabal      | Herbert Mahut      | 1er tour (1/16) Cabal | Bellucci Mayer     | 1er tour (1/16) Cabal | Cuevas Granollers  | —                     | —                | —                     | —                | 1/8 de finale Cabal | López           | 1er tour (1/16) Cabal  | Dimitrov Qureshi |
| 2017  | —                     | —                | 1er tour (1/16) Cabal | Kontinen Peers    | —                     | —                  | 1/8 de finale Cabal   | Murray Soares      | —                     | —                  | —                     | —                | —                     | —                | 1/8 de finale Cabal | Rojer Tecău     | 1/8 de finale Cabal    | Herbert Mahut    |
| 2018  | 1er tour (1/16) Cabal | Klaasen Venus    | 1/4 de finale Cabal   | Johnson Querrey   | 1/4 de finale Cabal   | Bopanna Roger-V.   | 1/2 finale Cabal      | Mektić Peya        | Victoire Cabal        | Carreño Sousa      | 1/8 de finale Cabal   | Querrey Ram      | Finale Cabal          | Murray Soares    | 1/2 finale Cabal    | Murray Soares   | 1/8 de finale Cabal    | Rojer Tecău      |
| 2019  | 1/4 de finale Cabal   | Mektić Zeballos  | 1/8 de finale Cabal   | González Zeballos | 1/8 de finale Cabal   | Demoliner Medvedev | 1er tour (1/16) Cabal | Dimitrov Khachanov | Victoire Cabal        | Klaasen Venus      | 1er tour (1/16) Cabal | Haase Koolhof    | Finale Cabal          | Dodig Polášek    | 1/4 de finale Cabal | Pavić Soares    | 1/8 de finale Cabal    | Ram Salisbury    |
| 2020  | n.o.                  | n.o.             | n.o.                  | n.o.              | n.o.                  | n.o.               | n.o.                  | n.o.               | 1/8 de finale Cabal   | Bopanna Shapovalov | n.o.                  | n.o.             | 1er tour (1/16) Cabal | Murray Skupski   | n.o.                | n.o.            | 1/8 de finale Zeballos | Auger Hurkacz    |
| 2021  | 1er tour (1/16) Cabal | Bolelli González | 1/8 de finale Cabal   | Arévalo Tecău     | 1/2 finale Cabal      | Evans Skupski      | 1/8 de finale Cabal   | Bopanna Shapovalov | 1er tour (1/16) Cabal | Fognini Musetti    | 1/4 de finale Cabal   | Gillé Vliegen    | 1/2 finale Cabal      | Johnson Krajicek | n.o.                | n.o.            | 1/4 de finale Cabal    | Murray Soares    |
| 2022  | 1/8 de finale Cabal   | Fritz Paul       | 1er tour (1/16) Cabal | Khachanov Rublev  | Finale Cabal          | Ram Salisbury      | Finale Cabal          | Koolhof Skupski    | 1/8 de finale Cabal   | Isner Schwartzman  | 1er tour (1/16) Cabal | González Molteni | 1er tour (1/16) Cabal | Murray Soares    | n.o.                | n.o.            | —                      | —                |
| 2023  | 1er tour (1/16) Cabal | Bolelli Fognini  | 1/8 de finale Cabal   | González Roger-V. | 1/8 de finale Cabal   | Dodig Krajicek     | 1er tour (1/16) Cabal | Auger Shapovalov   | 1er tour (1/16) Cabal | Khachanov Rublev   | —                     | —                | —                     | —                | —                   | —               | —                      | —                |

N.B. : le nom du partenaire se trouve sous le résultat ; le nom des ultimes adversaires se trouve à droite.

## Classements ATP en fin de saison
| Année          | 2003 | 2004 | 2005 | 2006 | 2007 | 2008 | 2009 | 2010 | 2011 | 2012 | 2013 | 2014 | 2015 | 2016 | 2017 | 2018 | 2019 | 2020 | 2021 | 2022 |
| Rang en simple | 1168 | 1447 | 661  | 938  | –    | –    | –    | 190  | 231  | 208  | –    | –    | –    | –    | –    | –    | –    | –    | –    | –    |
| Rang en double | 1672 | 1298 | 1095 | 1610 | –    | –    | –    | 160  | 83   | 64   | 48   | 23   | 27   | 30   | 27   | 5    | 1    | 1    | 10   | 29   |

Source : (en) Classements de Robert Farah sur le site officiel de la Fédération internationale de tennis